# 1939년 재조직법
1939년 재조직법(영어: Reorganization Act of 1939, Pub.L. 76–19, 53 Stat. 561, 1939년 4월 3일 제정)은 미국 대통령에게 추가적인 기밀 직원을 고용하고 (특정 한도 내에서) 행정부를 2년 동안 재조직할 수 있는 권한을 부여한 미국의 의회법으로, 입법 거부권의 적용을 받았다. 이는 1787년 이후 미국 정부 행정부에 대한 첫 번째 대규모 계획적 재조직이었다. 이 법은 재조직 계획 1호로 이어져 미국 대통령실을 창설했다.

## 1937년 법안

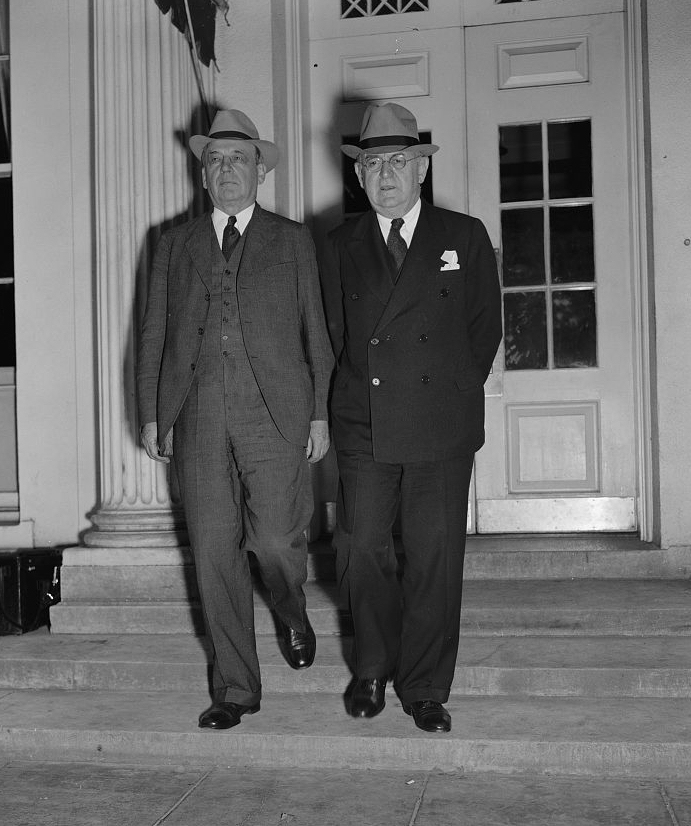
브라운로 위원회 위원인 찰스 메리엄(왼쪽)과 루이스 브라운로가 1938년 9월 23일 루스벨트 대통령과 정부 재조직에 대해 논의한 후 백악관을 떠나고 있는 모습

프랭클린 D. 루스벨트는 뉴욕 주지사 시절 효율성을 달성하기 위해 정부를 재조직하는 것으로 명성을 얻었다. 루스벨트의 백일천하에 대공황에 맞서 제정된 1933년 3월 20일 경제법은 대통령에게 경제 회복 목표를 달성하기 위해 행정부를 제한적으로 재조직할 권한을 부여했다. 그러나 대통령은 이 법으로 부여된 2년의 권한 기간 동안 아무런 조치도 취하지 않았다. 그러나 1935년에는 뉴딜의 핵심(국가산업부흥법)이 위헌으로 선언되었고, 루스벨트의 회복 달성 방식에 대한 견해는 경제 개입에서 사회 정의(제2차 뉴딜이라고 알려진 입법 프로그램)로 바뀌었다. 의회의 영향력 있는 의원들, 정치학자들, 행정 전문가들은 대공황에 대한 대응을 실험하기 위해 그가 사용한 행정부 기관의 확산에 대한 루스벨트의 선호를 비효율적이라고 강력히 비판했다.
1936년 3월 22일, 루스벨트는 행정 관리 위원회(일반적으로 브라운로 위원회로 알려짐)를 설립하고 행정부 재조직 제안을 개발하도록 지시했다. 3인으로 구성된 위원회는 루이스 브라운로, 찰스 메리엄, 루서 귤릭으로 구성되었다. 귤릭의 POSDCORB는 기초와 틀을 이루는 아이디어로 사용되었고 그들의 팀 연구의 모든 부분이 사용되지는 않았다. 그들의 작업은 공공 관리를 개선하는 것뿐만 아니라 미국 행정 국가 내에서 민주주의를 개선하는 방법에 대한 심오한 헌법적 이해와 확신을 보여주었다. 1월 8일, 위원회는 보고서를 발표했다. "대통령은 도움이 필요하다"고 선언한 것으로 유명한 이 위원회 보고서는 강력한 최고 행정관을 옹호했으며, 37가지 권고사항 중 대통령 직원 대폭 확대, 관리 기관을 단일 대통령실로 통합, 공무원 제도 확대, 모든 독립 기관을 기존 내각 부서로 통합, 연방 회계 및 재무 관행 현대화 등을 포함했다.
루스벨트는 브라운로 위원회의 보고서를 의회에 제출하고 1937년 1월 12일 위원회의 권고를 시행하기 위한 입법 승인을 요청했다. 이 법안은 즉시 대통령에게 너무 많은 권한을 위임한다는 우려를 불러일으켰다. 또한, 의원들은 이 법안이 엽관제도를 더욱 약화시키고, 회계감사원장 직위(당시 공화당원이 맡고 있던 직위)를 폐지하며, 행정부 기관에 대한 의회 위원회의 감독 및 관계를 방해할 것이라는 점에 불만을 표했다. 그러나 법안 통과 전망은 비교적 좋았다. 2월 5일, 루스벨트는 1937년 사법 재조직 법안을 제출하여, 70.5세가 넘는 미 연방 대법원 대법관은 최대 6명까지 추가로 임명할 수 있도록 했다.
"법원 패킹" 계획은 루스벨트가 독재를 강요하려 한다는 광범위한 비난으로 이어졌고, 재조직 법안도 같은 맥락으로 인식되어 의회가 재조직 계획을 약화시키려는 노력을 기울였다. 상원에서는 버턴 K. 휠러가 재조직 계획에 대한 양원 입법 거부권과 재조직 계획이 발효되기 전 60일의 대기 기간을 포함하는 수정안을 제안했다. 상원은 격렬한 논쟁 끝에 이 동의안을 4표 차이로 부결시켰다. 하원에서도 휠러 계획을 채택하려는 시도가 있었다. 이 노력은 여러 번 성공에 근접했고, 행정부는 의원들의 지지를 얻기 위해 법안에서 많은 독립 기관을 제외하기로 동의했다. 그러나 이미 대통령의 영향력 확대와 자신들의 권한 축소에 불만을 품고 있던 하원은 이 법안을 루스벨트의 권력 장악의 일부로 보고 이 법안을 보류시켰다.

## 1939년 법안

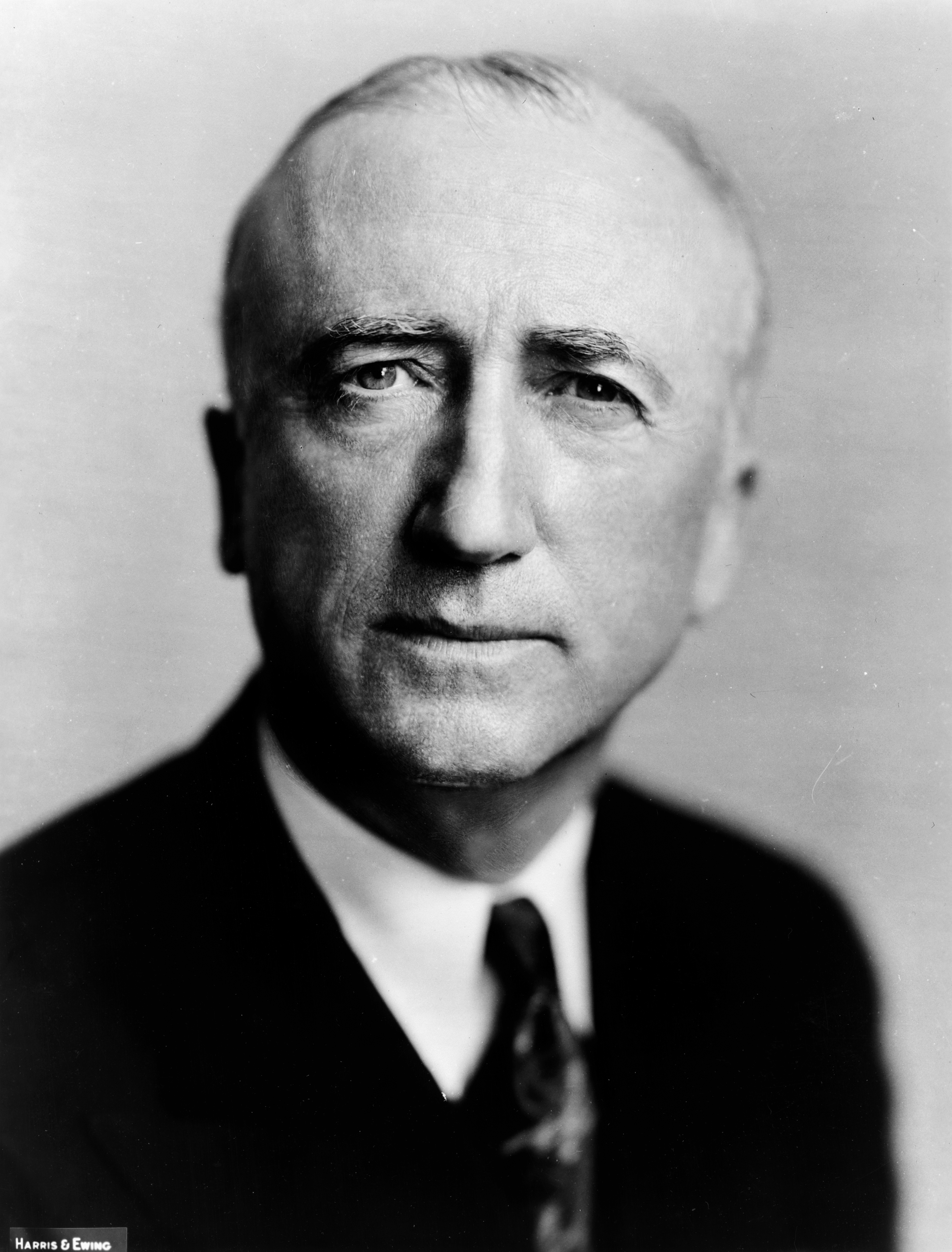
제임스 F. 번즈는 1939년 법안의 입법 전략을 수립하는 데 도움을 주었고, 미국 상원을 성공적으로 통과시켰다.

루스벨트는 다음 의회에서 법안을 재상정했다. 루스벨트는 하원과 상원 예비선거에서 매우 적극적이었으며, 뉴딜에 반대했던 민주당의 남부 보수주의자들을 "숙청"하기 위해 노력했다. 비록 대체로 실패했지만, 루스벨트의 행동은 재조직 법안 통과에 대한 의회의 의지에 중대한 긍정적인 영향을 미쳤다. 루스벨트는 굴릭, 메리엄, 그리고 제임스 F. 번즈 상원 의원(1937년 법안을 관리했던)과 1938년 12월 8일에 만나 법안 계획을 검토했다. 루스벨트와 번즈는 법안을 하원에서 시작하고(하원은 1937년에 이를 부결시켰다), 양원 입법 거부권을 포함하며, 재조직 권한을 2년 동안만 부여하기로 합의했다. 루스벨트는 또한 이 법안을 옴니버스 법안의 일부가 아닌 독립 법안으로 제출하고, 공공사업진흥국 개혁을 패키지의 일부로 고려하기로 동의했다. 이 전략에 따라 루스벨트는 1월에 재조직 계획을 제출하지 않았다.
1월 31일, 존 J. 코크런 하원 의원은 하원 정부 재조직 위원회 구성을 요청하는 결의안을 제출했고, 이는 다음 날 공화당의 강력한 반대에도 불구하고 승인되었다. 이 위원회는 1937년에 보류되었던 루스벨트 법안을 부활시켰다. 개정된 법안은 3월 2일 위원회에 의해 보고되었는데, 여기에는 12월에 개괄된 조항들뿐만 아니라 면제 기관 목록과 토론을 제한하고 재조직에 반대하는 모든 동시 결의안을 10일 이내에 위원회에서 벗어나게 하는 새로운 "신속 처리" 절차가 포함되어 있었다. 상원에서는 해리 F. 버드 상원 의원이 제안한 법안이 3월 6일 미국 상원 정부 기관 특별 위원회에서 보고되었다. 하원은 3월 8일 246대 153으로 자국 버전의 법안을 승인했는데, 이는 재조직의 목적이 효율성과 경제성임을 명시하는 수정안을 수용하고, 재조직 계획을 승인하기 위해 양원에서 긍정적인 의회 행동을 요구하는 노력을 물리친 후였다. 상원 위원회는 3월 14일 버드 법안에 긍정적 승인을 포함시키기를 거부했으며, 개정된 법안을 하원 통과 법안과 본질적으로 같은 형태로 보고했다. 효율성과 경제성을 법안의 공식 목표로 삼는 버드 상원 의원의 수정안은 3월 20일 채택되었다.
격렬한 회기에서 상원은 3월 21일 45대 44로 휠러 수정안(긍정적 조치 요구)을 채택했으나, 하루 뒤 46대 44로 번복했다. 상원은 잠시 후 63대 23으로 법안을 통과시켰다. 3월 27일 하원-상원 공동 협의회는 신속 처리 절차, 입법 거부권, "효율성 및 경제성" 목표를 유지하는 타협 법안을 보고했다. 상원은 3월 28일 음성 투표로 협의회 법안을 승인했고, 하원도 3월 29일 음성 투표로 승인했다.
루스벨트는 1939년 4월 3일 법안에 서명하여 법으로 제정했다.

## 여파
루스벨트는 재조직법 통과 즉시 이행에 관한 논의를 시작했다. 브라운로, 굴릭, 메리엄은 3월부터 예산국장 해럴드 D. 스미스와 만나 4월 23일 루스벨트에게 재조직 제안을 제출했다. 이 권고사항들은 재조직 계획 1호와 재조직 계획 2호가 되었다.
어떤 재조직 계획도 미국 예산의 회계 연도에 맞지 않았으므로, 1939년 7월 1일 의회는 두 계획의 자금이 1939년 7월 1일에 발효되도록 하는 공동 결의안을 통과시켰다.
1941년 1월까지 의회는 단 하나의 재조직도 반대하지 않았다. 이 법은 의회에 의해 실효되었고 다시 승인되지 않았다.
전후 국내외 상황 변화에 따라 1945년 재조직법과 1949년 재조직법 등 다른 주요 재조직도 시행되었다.

## 법의 조항
1939년 재조직법은 두 가지 주요 조항을 담고 있었다. 첫 번째 조항은 의회에서 거의 논의되지 않았고 논란의 여지가 없었으며, 대통령이 연방 정부의 관리를 조율하는 데 도움을 줄 6명의 보좌관(연봉은 연간 1만 달러($163,143 in 2012.))을 고용할 수 있도록 허용했다.
두 번째 조항은 대통령이 특정 한도 내에서 행정부를 재조직할 수 있도록 허용했다. 이 법은 미국 대통령실을 창설하고 루스벨트 행정부가 여러 행정 기관(예산국 포함)을 그 감독 하에 이전할 수 있도록 허용했다. 이 법은 어떤 재조직 계획도 시행되기 전에 60일이 지나야 한다고 규정했다. 만약 양원 의회가 계획에 대한 반대를 표명하는 동시 결의안을 통과시키면, 그 계획은 무효로 간주되어 시행될 수 없었다(미국 법에서 입법 거부권의 첫 번째 예시).
이 법은 또한 방출 청원 (동시 결의안을 위원회에서 끌어내 투표에 부치기 위한)에 대한 토론을 1시간으로 제한했으며, 동시 결의안 자체에 대한 토론은 10시간으로 제한했다. 이 법은 재조직 계획에 대한 동시 결의안을 승인하기 위해 상원에서 단순 과반수 투표를 요구했다. 이 법은 새로운 행정부 기관의 설립을 승인하지 않았으며, 그러한 기관의 폐지를 금지했고, 21개의 독립 기관, 위원회, 부서(미국 회계감사원과 미국 회계감사원을 포함)를 재조직에서 제외했다. 또한 대통령이 법률에 의해 승인된 기간을 넘어 어떤 기관의 수명이나 기능을 확장하기 위해 재조직 권한을 사용하는 것을 거부했다.
이 법에는 재조직 권한이 1941년 1월 21일에 만료되는 일몰제가 포함되어 있었다.

## 재조직 계획 1호
1939년 재조직 계획 1호(4 FR 2727, 53 Stat. 1423)는 여러 연방 기관을 대폭 재조직했다. 이는 연방보안국을 창설하여 사회보장국, 미국 고용 서비스, 교육부, 공중보건서비스, 국민청년행정국, 민간 보존단을 통합했다. 또한 연방공공사업국을 창설하여 공공도로국, 조달국 공공 건물 지부, 미국 국립공원관리청 건물 관리 지부, 미국 주택공사, 연방비상공공사업국, 공공사업진흥국을 통합했다. 그리고 연방 대출 기관을 창설하여 재건금융공사, 전기 주택 및 농장 관리국, 연방 주택 대출 은행 위원회, 연방주택관리청, 미국 수출입은행을 통합했다. 이 계획은 또한 농업신용국, 연방농업저당공사, 상품 신용 공사를 미국 농무부로 이전했다.

## 재조직 계획 2호
1939년 5월 9일에 공포된 1939년 재조직 계획 2호(53 Stat. 1431)는 기존 내각급 부서 내에서 다른 기관들을 추가로 이전시켰다.

## 재조직 계획 3호
1940년 재조직 계획 III(재조직 계획 3호라고도 함)(5 FR 2107) (54 Stat. 1231)은 1940년 4월 2일자이며 1940년 6월 30일부터 발효되었고, 다양한 기관들을 통합하여 재무부 내에 재정 서비스국, 내무부 내에 미국 어류 및 야생동물관리국, 농무부 내에 잉여 마케팅국을 설립했다. 또한 민간항공청의 일부 기능을 새로운 민간항공 관리국으로 이전했다.

## 영향
1939년 재조직법에 대한 평가는 드물지만, 이 재조직법에 대한 한 가지 후기 비판은 이것이 내각의 영향력, 전문성, 역량을 더욱 약화시키고 정책 결정을 행정특권 뒤에 숨겼다는 것이다.

## 미국 대통령실
1939년 재조직법은 미국 대통령실의 창설로 이어졌으며, 이는 이 법의 가장 오래 지속되고 가장 중요한 성과로 입증되었다. 1939년 4월 25일, 루스벨트 대통령은 미국 대통령실(EOP)을 창설하는 재조직 계획 1호를 제출했다. 1939년 9월 8일에 공포된 행정명령 8248호는 미국 대통령실의 목적, 역할, 의무를 더욱 명확히 규정했다. 행정명령 8248호는 "미국 역사상 가장 인상적인 행정명령 중 하나"로 불린다. 미국 대통령실은 행정부에 대한 대통령의 통제를 극적으로 확대했다. 재조직 계획 1호는 미국 역사상 최초로 대통령의 제도적 직원과 개인적 직원을 구분했다. 제도적 직원은 미국 대통령실로, 개인적 직원은 미국 대통령비서실에 고용되었다.